# Autechaux
Autechaux település Franciaországban, Doubs megyében. Lakosainak száma 431 fő (2022. január 1.). Autechaux Vergranne, Verne, Voillans és Baume-les-Dames községekkel határos.

## Népesség
A település népességének változása:
| Lakosok száma | 136  | 204  | 255  | 350  | 422  | 418  | 420  | 425  | 427  | 431  |
|               | 1968 | 1982 | 1990 | 2006 | 2013 | 2015 | 2017 | 2019 | 2020 | 2022 |